# Where We Stand
Where We Stand — второй студийный альбом «старого» Yellowcard, выпущен в 1999 году (а также переиздан в 2004 и 2005).

## Об альбоме
Where We Stand отличается от нынешних тем, что в нём ещё нет вокалиста Райана Ки. Альбом был издан Takeover Records, компанией, которую возглавляет экс-солист Бэн Харпер.
В данный момент альбом не издается.

## Список композиций
1. «Lesson Learned» — 3:23
2. «Time Will Tell» — 3:58
3. «Sue» — 2:24
4. «April 20th» — 2:55
5. «Uphill Both Ways» — 3:58
6. «Kids» — 2:43
7. «Doesn’t Matter» — 2:54
8. «Sorry Try Again» — 1:44
9. «Anywhere But Here» — 3:13
10. «On the Brink» — 3:45